# Heinz Öhmann

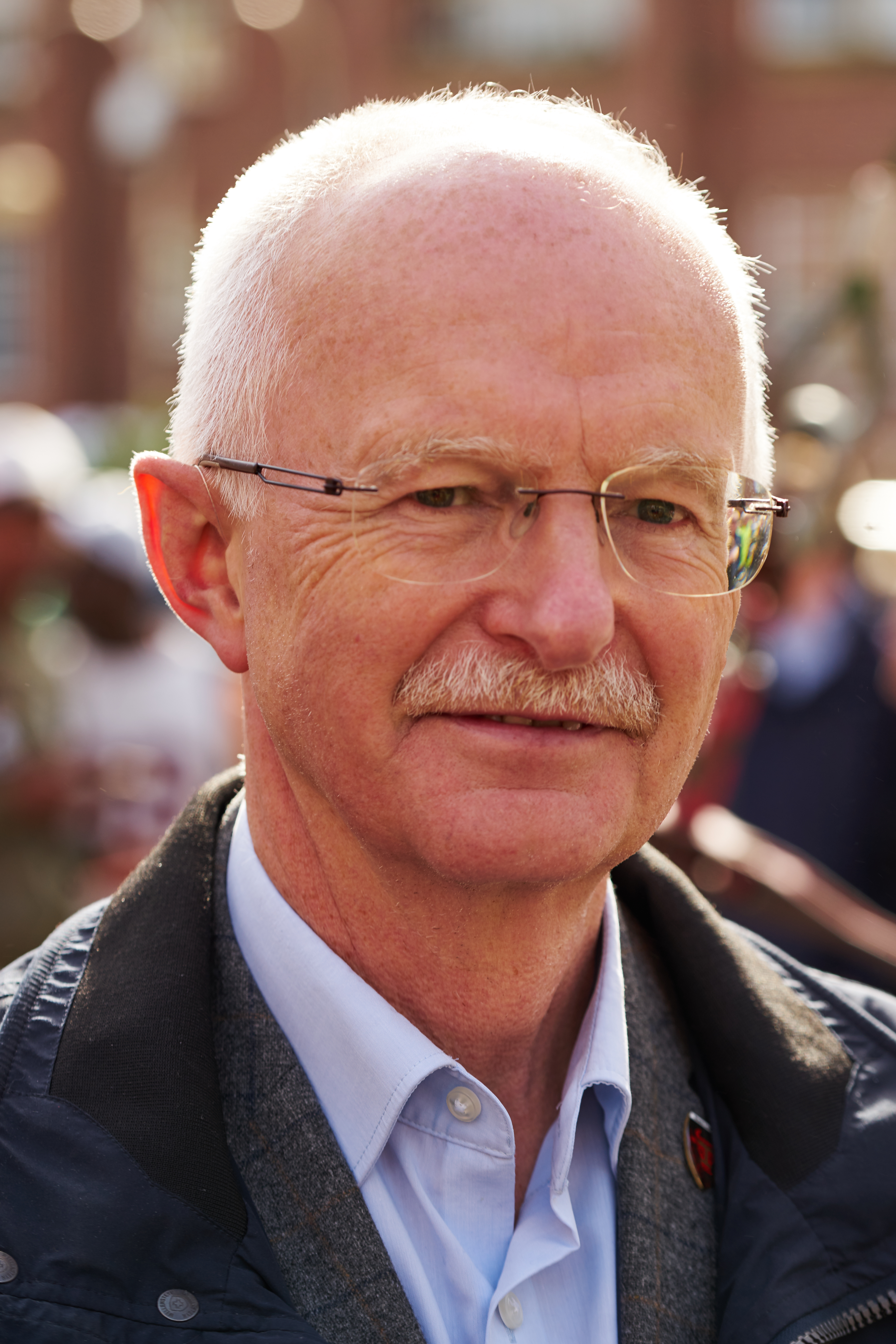
Heinz Öhmann

Heinz Öhmann (* 27. Juni 1956 in Wettringen, Kreis Steinfurt) ist ein deutscher Kommunalpolitiker (CDU). Er war von 1995 bis 2003 Bürgermeister der Stadt Hemer und von 2003 bis 2020 Bürgermeister der Stadt Coesfeld.

## Leben
Nachdem Heinz Öhmann das Abitur am Gymnasium Arnoldinum in Steinfurt abgelegt hatte, studierte er Volkswirtschaft an der Universität Münster. Das Studium schloss er als Diplom-Volkswirt ab. Daraufhin begann Heinz Öhmann seine Karriere im Verwaltungswesen. Erst arbeitete er als Assistent am Institut für Finanzwissenschaft der Uni Münster, später war er als Sozialreferent beim Westfälisch-Lippischen Landwirtschaftsverband beschäftigt und Geschäftsführer des Kuratoriums für Maschinenringe und Betriebshilfsdienste in Westfalen und Lippe.
In Lingen (Ems) machte Heinz Öhmann erste Erfahrungen in einer Stadtverwaltung, als er Kämmerer für die Bereiche Kultur, Tourismus, Schule, Liegenschaften, Wirtschaftsförderung und städtische Eigenbetriebe war.
Heinz Öhmann ist verheiratet und hat vier Kinder. Ehrenamtlich ist er unter anderem beim DRK und der Bürgerstiftung Coesfeld tätig.

## Politik
Schon als Jugendlicher trat Heinz Öhmann der Jungen Union und der CDU bei. In seinem Heimatort Wettringen arbeitete er in beiden Ortsvereinen im Vorstand mit. Nach seinem Umzug nach Rosendahl-Osterwick 1982 wurde er auch dort zum CDU-Ortsverbandsvorsitzenden gewählt und engagierte sich bis zum Dienstantritt in Lingen 1991 im dortigen Kreisvorstand.
Anfang 1995 wählte ihn der Rat der Stadt Hemer zu einem der ersten hauptamtlichen Bürgermeister Nordrhein-Westfalens nach der Änderung der Kommunalverfassung. Am 1. April 1995 trat er das Amt des Bürgermeisters der Stadt Hemer an und verteidigte es bei der Bürgermeister-Direktwahl 1999 als Kandidat der CDU mit 64,5 Prozent der abgegebenen Stimmen.
Nach insgesamt acht Jahren in Hemer kandidierte er 2003 für das Bürgermeister-Amt in Coesfeld und schied vor Ablauf der Amtszeit als Bürgermeister der Stadt Hemer aus. In Coesfeld setzte er sich mit der absoluten Mehrheit von 62,8 Prozent der Stimmen in der Wahl zum Bürgermeister durch. Während seiner Amtszeit in Coesfeld gehörte die bevorstehende Schließung der Freiherr-vom-Stein-Kaserne und deren Konversion zu den bedeutendsten politischen Fragestellungen.
Bei der Kommunalwahl 2009 wurde Öhmann – unterstützt von CDU, FDP und der Wählergemeinschaft „Aktiv für Coesfeld“ – mit einem Ergebnis von 53,4 % erneut im Amt bestätigt. 2015 wurde er zum zweiten Mal – mit 64,5 % – wiedergewählt.
Bei der Kommunalwahl 2020 stellte er sich nicht mehr zur Wahl.